# Flaggen Namibias
Die ersten Flaggen Namibias stammten vom Anfang des 20. Jahrhunderts. Bereits die Deutschen planten eine eigene Flagge für ihre Kolonie Deutsch-Südwestafrika. Danach wurden britische und südafrikanische Flaggen verwendet. Die Homelands in Südwestafrika verfügten über eigene Flaggen. Die Nationalflagge Namibias wurde kurz vor der Erlangung der Unabhängigkeit am 2. Februar 1990 offiziell angenommen. Außerdem gibt es verschiedene weitere nationale, politische und regionale Flaggen.

## Nationale Flaggen

### Nationalflagge
Das Unterkomitee für Nationalsymbole (englisch National Symbols Sub-Committee) der Verfassunggebenden Versammlung Namibias, u. a. bestehend aus Hidipo Hamutenya und Andrew Matjila, war mit der Auswahl einer Flagge, eines Wappens und einer Nationalhymne beauftragt worden. Aus diversen Entwürfen wählte das Komitee drei von Theo Jankowski (* 1951; Lehrer) aus Rehoboth, Don Stevenson (US-amerikanischer Designer, der seit 1981 in Namibia lebt) aus Windhoek und Ortrud Clay (* 1941, Lehrerin) aus Lüderitz aus, die die Grundlage für die Flagge bildeten.
Jankowski lieferte dabei die Farben Rot, Blau und Grün sowie Weiß mit drei Sternen. Die ersten drei Farben wurden durch ihn aus der Flagge der SWAPO übernommen. Clays Flaggenentwurf basierte vor allem auf blauer Farbe, während Stevenson vor allem auch die Farben der SWAPO aufnahm.

Aufbau der Nationalflagge

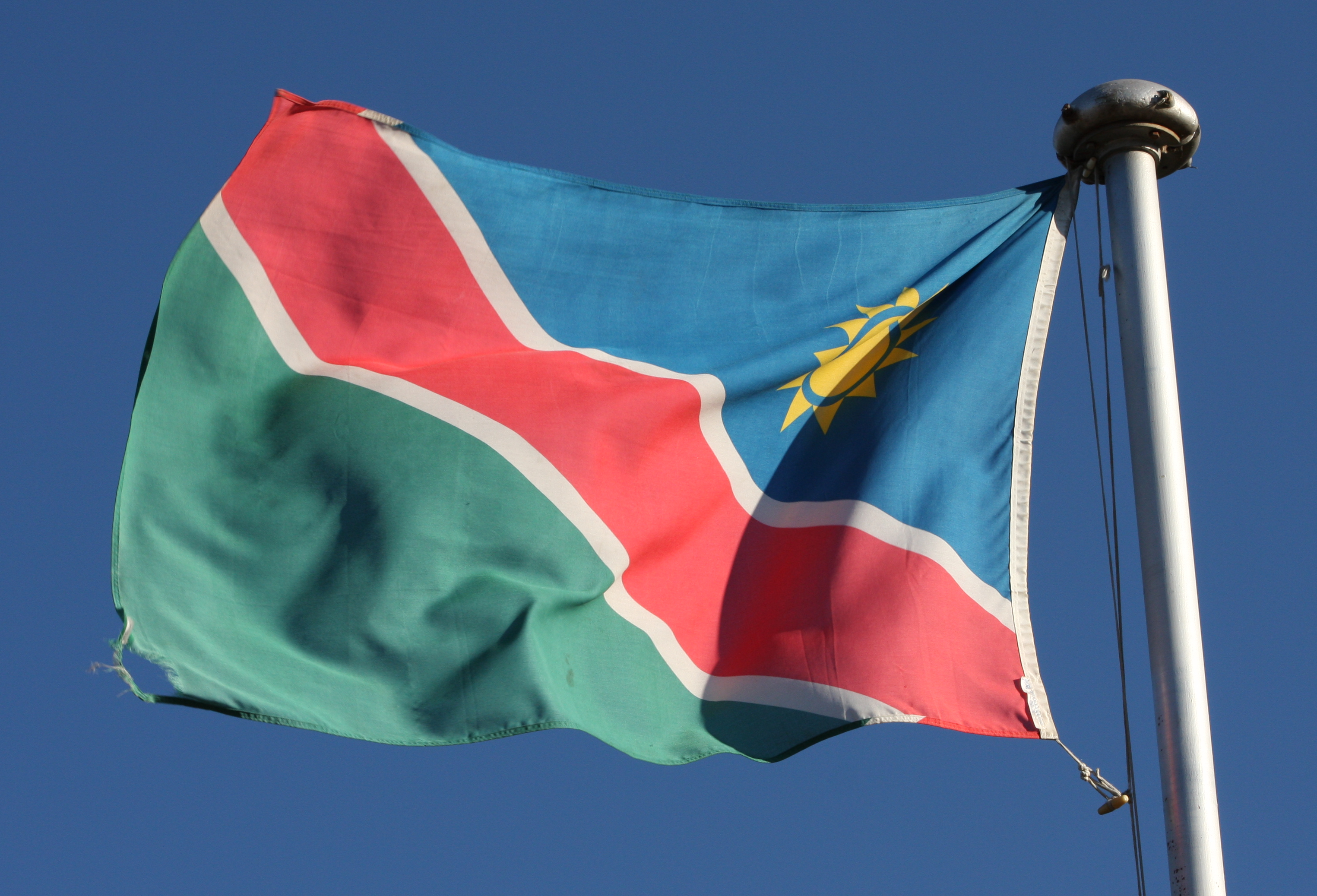
Nationalflagge Namibias

#### Aufbau
Das Aussehen der Nationalflagge wurde in der Verfassung Namibias im Anhang 6 festgelegt.
Die Nationalflagge Namibias soll das Seitenverhältnis 2:3 (h:b) haben, durch drei aufsteigende, diagonale Streifen in Blau, Weiß und Grün geteilt. Der Durchmesser des weißen Streifens beträgt ein Drittel der Flaggenbreite und wird von einem roten Streifen mit einer Breite von einem Viertel der Flaggenbreite bedeckt. In der oberen, dem Fahnenmast zugewandten Ecke befindet sich eine goldene Sonne mit zwölf geraden Strahlen, der Durchmesser dieser beträgt ein Drittel der Flaggenhöhe. Das Zentrum befindet sich ein Fünftel der Flaggenlänge vom Mast entfernt und liegt gleich weit vom oberen Rand und dem weißen Band entfernt. Die Strahlen haben eine Länge von zwei Fünfteln des Sonnenradius und sind durch einen blauen Ring von der Sonnenscheibe getrennt, der ein Zehntel des Sonnenradius breit ist.

#### Bedeutungen
Obwohl den Farben offiziell keine besonderen Bedeutungen zugeordnet wurden, erklärte ein Vertreter des Komitees sie folgendermaßen:
- Rot steht für Namibias wichtigste Ressource, die Bevölkerung. Es verweist auf ihr heldenhaftes Verhalten und den gemeinsamen Willen, eine Zukunft mit Chancengleichheit für alle zu erreichen.
- Weiß steht für das friedliche Zusammenleben und die Einheit.
- Grün steht für Vegetation und Fruchtbarkeit.
- Blau repräsentiert den Himmel und den Atlantik sowie die wertvollen Wasserreserven und den Regen.
- Die goldgelbe Sonne steht für Leben und Lebenskraft, Energie und Wärme. Dabei stehen die 12 Sonnenstrahlen als Symbol für die verschiedenen Ethnien.[7]

### Präsidentenflagge
In der Gestaltung der Standarte des Präsidenten nahm man sich das südafrikanische Pendant als Vorbild, das bis 1994 verwendet wurde. Die Grundfläche ist horizontal geteilt, oben blau, unten grün. Darauf liegt, auf der gesamten Breite, ein goldenes Dreieck mit der Spitze zum Flugteil hin. Im Dreieck ruht das Wappen Namibias. Die Flagge wird nur im Heimatland verwendet. Im Ausland führt der Staatspräsident die Nationalflagge.

2:3 Standarte des Staatspräsidenten

### Polizeiflagge
Der Nationalflagge ähnlich war die Flagge der namibischen Polizei bis Ende Oktober 2009. Hier wurde die grüne Fläche durch eine weitere blaue Fläche und die sonst übliche Sonne durch den Polizeistern ersetzt. Die neue Polizeiflagge wurde am 1. November 2009 eingeführt. Diese soll durch die Einbindung der Nationalflagge die Bindung an das Land verdeutlichen.

2:3 Flagge der namibischen Polizei bis 31. Oktober 2009
2:3 Flagge der namibischen Polizei seit 1. November 2009

### Militärflagge
Die Flagge der Namibian Defence Force (namibische Streitkräfte) zeigt das Wappen der NDF auf einem weißen Dreieck, welches von einem roten und hellblauen Dreieck in entgegengesetzter Richtung flankiert wird.

2:3 Flagge der namibischen Streitkräfte

## Regionale Flaggen

### Rehobother Baster
1872 nahmen die Baster im Gebiet um das heutige Rehoboth eine eigene, quadratische Flagge an, deren Farben Schwarz-Weiß-Rot bereits auf den deutschen Einfluss in der Region hindeuteten. Als halbautonomes Homeland Rehoboth verwendeten sie ihre Flagge bis zur Unabhängigkeit Namibias. In einer rechteckigen Version wird sie noch heute (Stand 2004) von den Baster für das Rehoboth Gebiet verwendet.
Die Flagge ist rechteckig mit drei konzentrischen Bändern. Das äußere Band ist schwarz, wie die unbekannte Zukunft der Vorfahren, als sie 1868 das Kap verließen, um nach einem ungewissen, gelobten Land zu suchen. Das mittlere Band ist rot und symbolisiert das Blut das im Kampf gegen Feinde jeglicher Nationalität, Deutsch, Südafrikanisch, Ovambo, Herero, Nama vergossen wurde. Das Innere ist weiß und steht für den Frieden.

Basterland
Wohl heutige Form

### Caprivizipfel
Am 7. Oktober 2002 erklärte das Volk der Itengese („Caprivianer“) ihre Heimatregion als Free State of Caprivi Strip für unabhängig von Namibia. Dies wurde allerdings von der Zentralregierung nicht anerkannt. Die Exilregierung der Caprivi African National Union (CANU) nahm eine Flagge an, die sich an der Flagge des ehemaligen Homelands orientiert. Drei horizontale Streifen in Blau, Weiß und Grün, ergänzt durch zwei schmale rote Streifen an den Schnittstellen. Darauf zwei schwarze Elefanten. Hier symbolisieren die Elefanten die nationale Einheit und den Zusammenhalt der Itengese. Die Farben entstammen ihrer Geschichte und auch der Natur des Landes. Blau steht für Schicksal, Treue und Demut, ebenso für den Himmel, Flüsse und Seen. Weiß repräsentiert Aufklärung und Tugendhaftigkeit, ebenso Einheit und Frieden. Grün symbolisiert den Caprivizipfel, die Landwirtschaft und die natürlichen Ressourcen. Die schmalen roten Streifen stehen für den Kampf für die Freiheit.

Flagge der CANU

## Politische Flaggen

### Parteien
Die Flagge der SWAPO, der größten Partei Namibias, ist seit 1971 im Gebrauch. Ihre Farben sollen aus der Tradition der Ovambo stammen, der größten Volksgruppe des Landes. Eine ähnliche Flagge, die aber durch zwei goldene Streifen ergänzt wurde, führt die SWANU. Anders die Congress of Democrats: ihre Flagge zeigt einen goldenen Stern mit weißer Umrandung, auf einen schmalen weißen Kreuz, auf blauem Grund.

SWAPO
SWANU of Namibia
Congress of Democrats
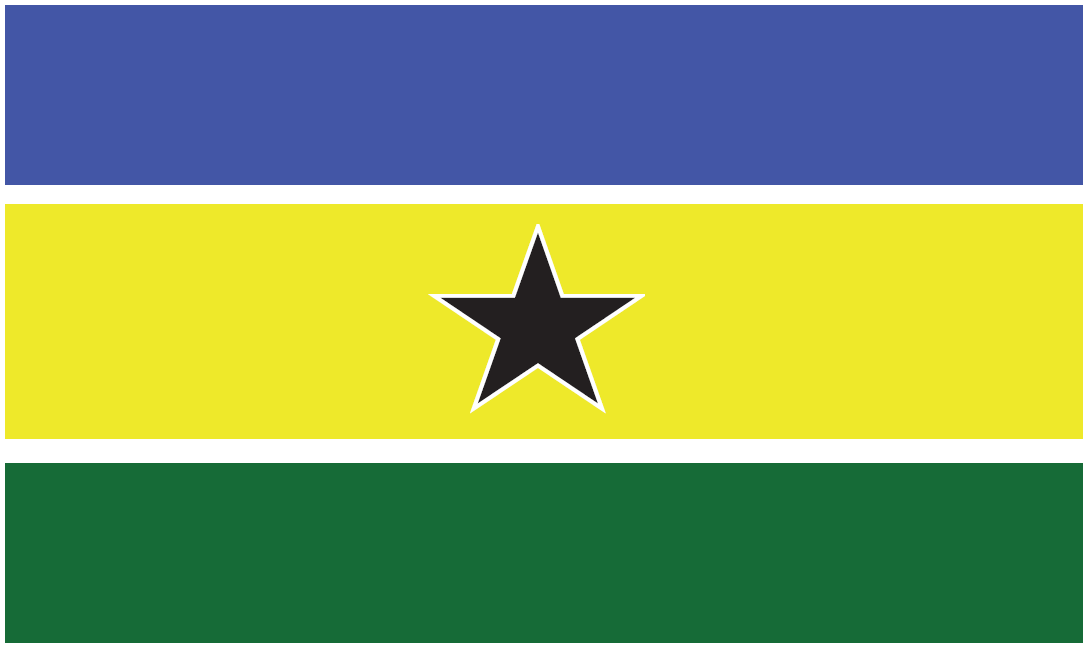
Rally for Democracy and Progress
Independent Patriots for Change

## Historische Flaggen

### Südwestafrika
Wie auch die anderen deutschen Kolonien verwendete Deutsch-Südwestafrika nur die Flaggen des Deutschen Kaiserreiches. 1914 gab es einen Vorschlag für eine eigene Flagge der Kolonie Deutsch-Südwestafrika, dieser wurde aber nie in die Praxis umgesetzt. Im Laufe des Ersten Weltkriegs besetzten südafrikanische Truppen Südwestafrika; die deutschen Truppen kapitulierten am 9. Juli 1915. General Louis Botha setzte nach der Eroberung Windhoeks die Red Ensign Südafrikas, die eine breite Verwendung in der Bevölkerung Südafrikas hatte, obwohl es eigentlich die Handelsflagge war und zu Land offiziell der Union Jack benutzt wurde. 1928 erhielt Südafrika eine neue Flagge, die nun auch in seinem Mandatsgebiet Südwestafrika verwendet wurde.

3:5  6. Flaggenvorschlag Deutsch-Südwestafrikas 1914
3:5  7. Flaggenvorschlag Deutsch-Südwestafrikas 1914
1:2  Red Ensign Südafrikas, in Südwestafrika 1915 bis 1928
1:2  Union Jack, offizielle Flagge Südafrikas bis 1928
2:3  Flagge Südafrikas, in Südwestafrika 1928 bis 1990

### Homelands
Nach südafrikanischem Vorbild wurden auch im damaligen Südwestafrika ab 1968 Homelands (Bantustans) gegründet. Zwar wurden sie 1980 wieder in Südwestafrika eingegliedert, als Verwaltungseinheit verschwanden sie mit der Unabhängigkeit 1990, mit ihnen auch ihre Flaggen.
Als erstes erhielt das Ovamboland 1973 eine eigene Flagge. Blau symbolisierte den Himmel, Weiß den Frieden und Grün die Landwirtschaft. Die sieben Stämme der Ovambo wurden durch die grünen Linien symbolisiert.
1979 wurde eine Flagge für das Damaraland vorgestellt, nicht aber offiziell angenommen, da es politische Widerstände gab. Trotzdem wurde die Flagge als einendes Symbol verwendet. Die weiß-braune Flagge zeigt einen Grenzpfahl mit acht Zacken, welche die acht Stämme des Landes darstellen sollen.
Bereits 1973 erhielt das Kavangoland seine Flagge. Die grüne Flagge war mit drei schmalen horizontalen Streifen in Orange, Weiß und Blau ergänzt. Das Grün symbolisierte die Landschaft, des für namibische Verhältnisse wasserreichen Landes. Orange, Weiß und Blau waren der Flagge Südafrikas entnommen.
Zuerst verwendete Ostcaprivi eine horizontal blau-weiß-blau gestreifte Flagge mit zwei schwarzen Löffeln im Zentrum. Diese ähnelte aber stark der Flagge des südafrikanischen Homelands Gazankulu, weswegen 1977 eine neue Flagge eingeführt wurde. Sie zeigte vier horizontale Streifen in Schwarz, Weiß, Grün und Blau und zwei schwarze zueinander gewandte Elefanten. Die beiden Elefanten repräsentierten die beiden Hauptstämme des Landes, die Mafwe und die Masubia. Schwarz und Weiß symbolisierte die Bevölkerung, Grün die Landwirtschaft und Blau die umgebenden Gewässer.

Buschmannland
Damaraland
Hereroland
2:3   Kavangoland
Rehoboth

Namaland
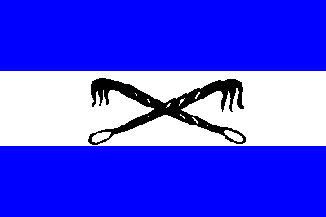
Ostcaprivi, bis 1977
2:3   Ostcaprivi
Ovamboland